# 張晞晴
張晞晴（英語：Chloe Cheung Hei Ching；2005年2月5日—），香港流亡民運人士，現居英國，為列斯手足連線、列斯雨傘CIC創辦人及香港自由委員會基金會傳訊及傳媒經理。

## 簡介
張晞晴2005年生於香港，曾參與反對逃犯條例修訂草案運動遊行集會，《香港國安法》實施後隨家人移民英國，定居列斯，並創辦英國港僑組織「列斯手足連線」及「列斯雨傘CIC」，致力在海外延續反修例運動的抗爭。在英國完成A-Level後加入「香港自由委員會基金會」工作。
2024年6月9日，反修例運動爆發五週年，張晞晴在倫敦香港經貿辦外示威，要求英國政府關閉經貿辦並撤銷香港官員的外交豁免權。
2024年12月24日，香港警務處國家安全處宣佈懸紅港幣一百萬元通緝張晞晴，指她於2022年8月至2024年11月期間，以「香港自由委員會基金會」要員身份發布文章，多次透過發表演講、在社交媒體上發布貼文或影片等不同形式，鼓吹將香港特區從中國分離出去、請求外國對中國及香港特區進行「制裁」、封鎖及採取其他敵對行動。其時張晞晴年僅19歲，成為了歷來被國安通緝人士中最年輕者。
張晞晴在社交平台發文指，被懸賞通緝是一份「榮譽」，自己會如其他被通緝人士一樣無畏無懼，繼續為香港爭取民主和自由。
2025年8月, 英國多間報紙訪問張晞晴及刊登其投稿，圍繞有關中國駐聯合王國大使館申請的強烈關注。
2025年8月13日，湯家驊在社交網路點名批評，張晞晴在衛報的文章誤導，並指控英國政府違反中英聯合聲明，包庇分離主義者。

## 英國國會聽證會
2025年7月30日，英國國會人權聯合委員會公布《在英國的跨國鎮壓》報告，張晞晴作證指出曾被跟蹤、網路性騷擾、恐嚇，影響其精神及身心健康，而政府未明確制定保護港人的措施，並提到國際刑警組織的紅色通緝令被濫用以濫告的手法（Strategic Lawsuits Against Public Participation）打壓異議人士，呼籲政府實施特定的「馬格尼茨基式制裁」。報告建議將中國列入「外國影響力登記計畫」（Foreign Influence Registration Scheme）進階級，敦促改革程序以保護受政治檢控者免於被引渡；而部分受害者擔心被報復或對當局不信任，使跨國鎮壓情形被嚴重低估，建議設立專案熱線、配備專業執法人員與多語言服務以增強受害者信心。張晞晴表示樂見政府將依此報告著手行動，可讓人調整信心和受重視的感受，是好的開始。

## 外部連結
- 列斯雨傘CIC
- 列斯手足連線 Facebook
- 列斯手足連線 Instagram
- 香港自由委員會基金會
- 張晞晴的X（前Twitter）
- 張晞晴的Instagram帳戶
- 張晞晴在LinkedIn